# Palak Muchhal
Palak Muchhal (Ratlam, 30 marzo 1992) è una cantante e filantropa indiana.
Dal 2011 è attiva come cantante in playback per le colonne sonore del cinema indiano. Canta principalmente in lingua hindi, ma anche in altre lingue come bengali, telugu, kannada, tamil, marathi, gujarati, punjabi, bhojpuri e urdu.

## Filmografia parziale
Cantante in playback
- Ek Tha Tiger (2012)
- Aashiqui 2 (2013)
- Kick (2014)
- Action Jackson (2014)
- Prem Ratan Dhan Payo (2015)
- M.S. Dhoni: The Untold Story (2016)
- Kaabil (2017)
- Baaghi 2 (2018)
- Pal Pal Dil Ke Paas (2019)

## Premi e riconoscimenti
- Bollywood Hungama Surfers' Choice Music Awards
  - 2016: "Best Playback Singer - Female"
- Screen Awards
  - 2017: "Best Playback Singer - Female"
- Stardust Awards
  - 2016: "Best Playback Singer - Female"
- Zee Cine Awards
  - 2014: "Fresh Singing Talent"